# Ropice
Ropice (polnisch Ropica, deutsch Roppitz, auch Ropitz) ist eine Gemeinde in Tschechien. Sie liegt fünf Kilometer südlich von Český Těšín und gehört zum Okres Frýdek-Místek.

## Geographie
Ropice befindet sich im Tal der Ropičanka im Beskidenvorland nahe der Grenze zu Polen. Durch die Gemeinde führt die Staatsstraße 11 / E 75 sowie die Bahnstrecke Český Těšín–Frýdek-Místek mit den Stationen Ropice und Ropice zálesí. Nördlich führt die Bahnstrecke Žilina–Bohumín vorbei, dort liegt auf der Landzunge zwischen Ropičanka und Olsa der Haltepunkt Ropice zastávka. Im Osten liegt das Industriegebiet von Třinec. Südwestlich von Ropice befindet sich ein Golfplatz.
Nachbarorte sind Rakovec, Svibice, Český Těšín und Błogocice im Norden, Punców im Nordosten, Konska im Osten, Staré Město, Třinec und Kanada im Südosten, Nebory im Süden, Rakovec und Střítež im Südwesten, Kozačinec und Vělopolí im Westen sowie Horní Žukov, Kozačinec und Dolní Žukov im Nordwesten.

## Geschichte
Ropice wurde am Übergang vom 12. zum 13. Jahrhundert angelegt. Die erste schriftliche Erwähnung des Dorfes erfolgte 1305 im Zehntregister des Bistums Breslau. Zu Beginn des 15. Jahrhunderts entstand eine Feste. Seit 1430 ist das Geschlecht der Sobek von Kornice (Sobek von Kornitz) als Besitzer der Herrschaft nachweisbar. 1693 verstarb Rudolf Sobek von Kornice, nachfolgender Besitzer wurde Philippe de Saint Genois. Er ließ die Feste zu einem Barockschloss umgestalten. Karl Saint Genois verkaufte die Herrschaft 1785 an Gabriele Gräfin Cselesta, geborene Skrbenský von Hříště. Von den Cselesta von Cselestin erwarben die Herren von Mattencloid den Besitz. Im Jahre 1804 bestand das Dorf aus 101 Häusern und hatte 732 Einwohner. Im Schloss bestand eine Schlosskapelle. Die Bewohner des Dorfes lebten vornehmlich von der Landwirtschaft. Daneben existierte eine Ziegelei, ein Steinbruch sowie drei Mahlmühlen, eine Leinenwalke und eine Sägemühle an der Ropičanka.
Nach der Aufhebung der Patrimonialherrschaften bildete Roppitz ab 1850 eine Gemeinde im Bezirk Teschen. In dieser Zeit erfolgte der Abbau von Eisenerz, das in den Trzynietzer Eisenwerken verarbeitet wurde. Die benachbarte Eisenhütte wurde auch zum Arbeitgeber für viele der Bewohner. 1862 kaufte Emanuel Spens-Boden das Schloss. 1871 entstand nördlich von Roppitz die Eisenbahn von Kaschau nach Oderberg. Die 1886 eingeweihte Bahn von Teschen nach Friedeck führte direkt durch den Ort.
Ab 1920 gehörte der Ort zum Bezirk Český Těšín. 1926 wurde Hermann Kuenburg-Spens Besitzer des Schlosses. 1938 kam Ropica als Teil des Olsagebiets zu Polen. Von 1939 bis 1945 gehörte Roppitz zum Landkreis Teschen und kam nach Kriegsende zur Tschechoslowakei zurück. 1945 wurden die Grafen Kuenburg-Spens enteignet und die Güter dem Staatsgütern einverleibt. Das Schloss diente seit dieser Zeit zu Wohnzwecken und als Verwaltungsgebäude, dabei unterblieben erforderliche Erhaltungsmaßnahmen am Bauwerk. Nach der Auflösung des Okres Český Těšín wurde die Gemeinde 1961 dem Okres Frýdek-Místek zugeordnet. Im Jahre 1980 wurde Ropice unter der Bezeichnung Třinec XV-Ropice nach Třinec eingemeindet, seit 2000 besteht die Gemeinde wieder. Im Jahre 2004 eröffnete ein 18-Loch-Golfplatz.
In Ropice lebt eine starke polnische Minderheit, der knapp 29 Prozent der Einwohner angehören (2001).

## Gemeindegliederung
Für die Gemeinde Ropice sind keine Ortsteile ausgewiesen. Zu Ropice gehören die Ansiedlungen Kozačinec und Rakovec.

## Sehenswürdigkeiten

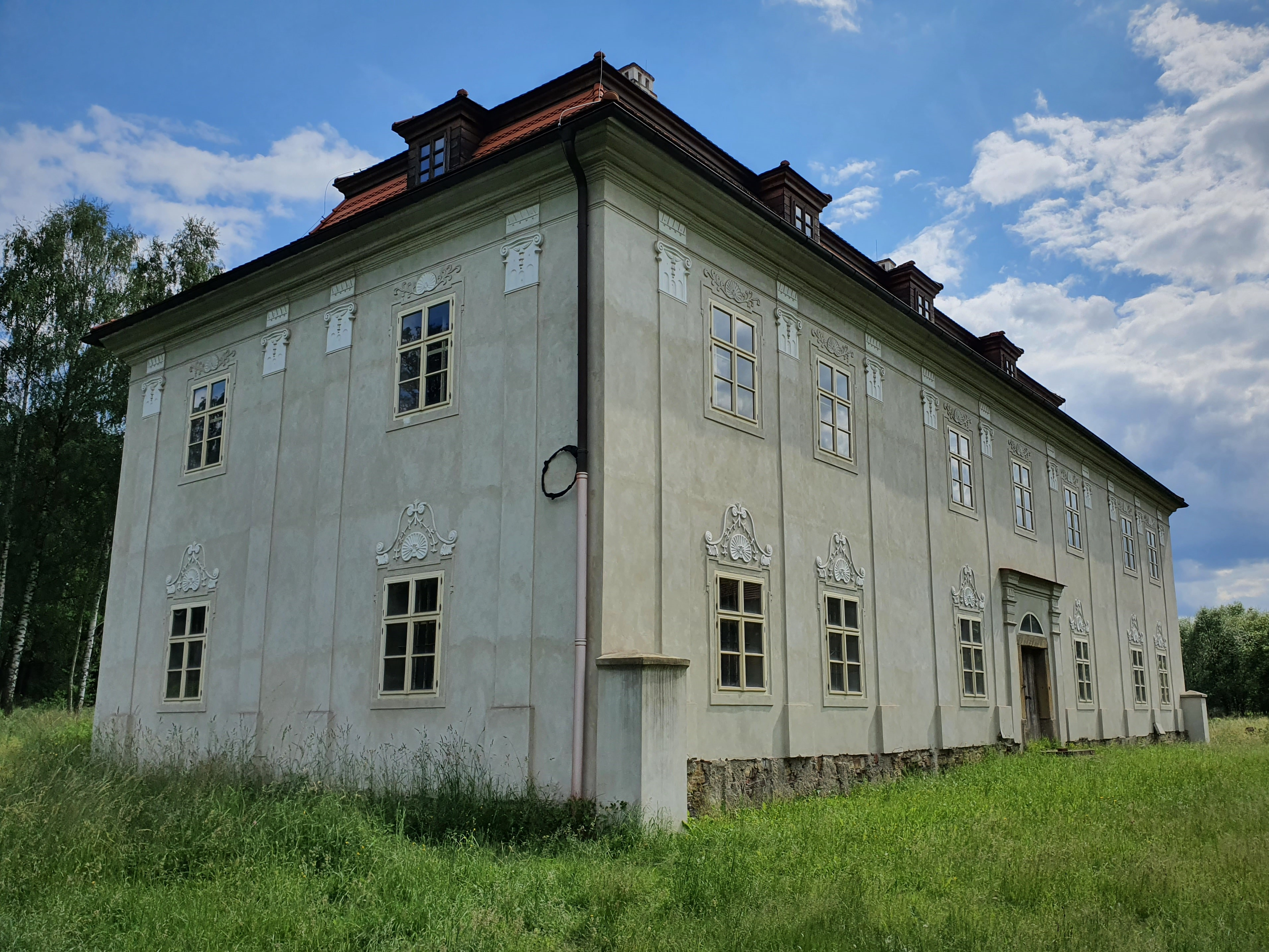
Schloss Ropice

- Pfarrkirche Mariae Verkündigung, erbaut 1806 durch den Baumeister Anton Englisch aus Troppau
- Schloss Ropice, der Barockbau entstand nach 1700 für Philippe de Saint Genois an Stelle der alten Feste, 1810 ließ es Karl Cselesta von Cselestin im klassizistischen Stil umgestalten, im Jahre 2008 begannen Vorarbeiten zur Sanierung des ruinösen Schlosses zu einem Golfhotel
- barocke Grabstätte der Familie Saint Genois, errichtet 1742
- klassizistische Grabstätte der Familie Cselesta von Cselestin aus dem Jahre 1802
- Grabmäler der Familien Spens-Booden und Kuenburg-Spens